# Karlshus
Karlshus is een plaats in de Noorse gemeente Råde, fylke Østfold. Karlshus telt 1866 inwoners (2007) en heeft een oppervlakte van 1,77 km². Karlshus is het administratieve centrum van de gemeente Råde.